# Cathleen Rund
Cathleen Rund (n. 3 noiembrie 1977, Berlin, RDG) este o înotătoare germană, medaliată olimpică. A participat la 2 ediții ale Jocurilor Olimpice (1996, 2000) în care a câștigat o medalie de bronz.